# Nakhon Ratchasima Rajabhat University Stadium
Das Nakhon Ratchasima Rajabhat University Stadium (Thai: มหาวิทยาลัยราชภัฏนครราชสีมา สนามกีฬา) ist ein Fußballstadion mit Leichtathletikanlage in der thailändischen Stadt Nakhon Ratchasima. Es ist die Heimspielstätte des Fußballvereins Nakhon Ratchasima United FC, der momentan in der Thai League 3, der dritthöchsten Liga des Landes, spielt. Das Stadion hat ein Fassungsvermögen von 3500 Personen. Eigentümer der Sportanlage ist die Rajabhat-Universität Nakhon Ratchasima.